# Erich Pabst
Erich Adolf Pabst (23. November 1890 in Elberfeld – 8. September 1955 in Osnabrück) war ein deutscher Schauspieler, Theaterregisseur und -intendant sowie Drehbuchautor.

## Leben
Pabst war ab 1919 als Schauspieler in Berlin beschäftigt und wurde Regisseur und Mitglied des Direktionsstabs am Deutschen Theater bei Max Reinhardt. Von 1926 bis 1930 leitete er das Bergtheater Thale und das Theater Osnabrück. 1931 ging er als Intendant ans Theater Augsburg, wo er bis 1936 verblieb. Während dieser Zeit war Aurel von Milloss Leiter des Tanztheaters (1932–1934), auch gelang es ihm, Richard Strauss als Dirigent zu zwei Gastspielen nach Augsburg zu verpflichten: 1933 für Arabella am Stadttheater und 1936 für Elektra (Freilichtbühne; Inszenierung: Walter Oehmichen). Unter seiner Intendanz wurde der Kapellmeister Paul Frankenburger entlassen. Von 1936 bis 1938 war er Intendant des Berliner Lustspielhauses, von 1938 bis 1944 Intendant am Theater Münster. 1950 bis 1955 wirkte er wieder in Osnabrück als solcher.

## Filmografie
- 1919: Der Tod und die Liebe – Vera-Filmwerke
- 1920: Das Haus zum Mond
- 1920: Va banque
- 1921: Der müde Tod
- 1921: Der vergiftete Strom
- 1922: Dr. Mabuse, der Spieler (2 Teile)
- 1923: Der Geldteufel
- 1923: Der Mann mit der eisernen Maske
- 1923: Glanz gegen Glück
- 1924: Frühlingsfluten
- 1924: Neuland oder Das glückhaft Schiff
- 1938: Das Protektionskind
- 1938: Die Brillanten der Moranows
- 1938: Kampf um Anastasia